# Młodzieżowe Mistrzostwa Polski w piłce nożnej plażowej 2009
I Młodzieżowe Mistrzostwa Polski w Plażowej Piłce Nożnej 2009 – turniej piłki nożnej plażowej, który odbył się w dniach 22-23 sierpnia 2009 roku na plaży w Sztutowie, w którym został wyłoniony Młodzieżowy Mistrz Polski. Jest to pierwsza edycja, którą organizował Polski Związek Piłki Nożnej przejmując organizację zawodów od Polskiej Federacji Beach Soccera.

## Drużyny
| Zespół             | Liczba występów w MMP |
| ------------------ | --------------------- |
| Bałtyk Sztutowo    | 2                     |
| Elwo Etna Elbląg   | 3                     |
| Hemako Sztutowo    | 4                     |
| Los Magicos Jantar | 1                     |
| Pomezania Malbork  | 1                     |

## Klasyfikacja końcowa
| Lp. | Zespół             |
| --- | ------------------ |
| 1.  | Hemako Sztutowo    |
| 2.  | Elwo Etna Elbląg   |
| 3.  | Los Magicos Jantar |
| 4.  | Pomezania Malbork  |
| 5.  | Bałtyk Sztutowo    |

## Nagrody indywidualne[2]
Najlepszy zawodnik turnieju: Paweł Dzieciuch (Hemako Sztutowo)

Król strzelców: Wojciech Pietrzkiewicz (Elwo Etna Elbląg) – 20 bramek

Najlepszy bramkarz: Artur Wrzosek (Elwo Etna Elbląg)

## Ciekawostki
- Na turnieju zostały wręczone także nagrody dla najlepszych trenerów. Otrzymali je Henryk Kuczma oraz Zbigniew Urbaniak[2].
- Po półfinałach odbył się mecz pokazowy między sędziami i organizatorami, w którym zagrali przedstawiciele Elbląskiego Towarzystwa Promocji Futsalu Elwo Etna.
- W tym roku odbył się też turniej pod nazwą IV Mistrzostwa Polski Juniorów ENERGA Beach Soccer 2009 zorganizowała Beach Soccer Polska w Gliwicach. Zwyciężyła drużyna OK Poddębic[3].